# Portunus floridanus
Portunus floridanus är en kräftdjursart som beskrevs av M. J. Rathbun 1930. Portunus floridanus ingår i släktet Portunus och familjen simkrabbor. Inga underarter finns listade i Catalogue of Life.